# Skeleton-Europameisterschaft 2013
Die 19. Skeleton-Europameisterschaft wurde am 18. und 19. Januar 2013 in Igls ausgetragen. Sie wurde parallel zum vierten Rennen des Weltcups 2012/13 sowie zur Bob-Europameisterschaft 2013 veranstaltet. Durch die Austragung der Europameisterschaft während eines Weltcups gelten für das Rennen die Weltcupregeln. Bei den Männern konnte Martins Dukurs seinen vierten Titel in Folge einfahren, bei den Frauen gewann Jelena Nikitina.
Die Zahlen in den Klammern geben die Platzierungen des gleichzeitig gewerteten Weltcuprennens an, an dem auch Nichteuropäer teilnahmen. Bei den Laufzeiten der Einzelläufe geben die Zahlen in Klammern die Laufplatzierung in der Europameisterschaftswertung an.

## Frauen
| Platz | Sportler                   | Land                   | Laufzeiten            | Zeit           |
| ----- | -------------------------- | ---------------------- | --------------------- | -------------- |
| 1     | Jelena Nikitina (1)        | Russland               | 55,27 (1) 55,19 (1)   | 1:50,46        |
| 2     | Marija Orlowa (3)          | Russland               | 55,48 (2) 55,58 (2)   | 1:51,06 + 0,60 |
| 3     | Janine Flock (4)           | Österreich             | 55,59 (3) 55,58 (2)   | 1:51,17 + 0,71 |
| 4     | Anja Huber (7)             | Deutschland            | 55,66 (4) 55,64 (5)   | 1:51,30 + 0,84 |
| 5     | Olga Potylizyna (7)        | Russland               | 55,71 (6) 55,59 (4)   | 1:51,30 + 0,84 |
| 6     | Elizabeth Yarnold (9)      | Vereinigtes Königreich | 55,67 (5) 55,68 (6)   | 1:51,35 + 0,89 |
| 7     | Shelley Rudman (11)        | Vereinigtes Königreich | 55,81 (7) 55,74 (7)   | 1:51,55 + 1,09 |
| 8     | Sophia Griebel (14)        | Deutschland            | 55,95 (8) 55,79 (8)   | 1:51,74 + 1,28 |
| 9     | Donna Creighton (15)       | Vereinigtes Königreich | 55,98 (9) 55,81 (9)   | 1:51,79 + 1,33 |
| 10    | Marion Thees (18)          | Deutschland            | 56,06 (10) 56,04 (10) | 1:52,10 + 1,64 |
| 11    | Joska Le Conté (19)        | Niederlande            | 56,26 (12) 56,05 (11) | 1:52,31 + 1,85 |
| 12    | Maria Marinela Mazilu (20) | Rumänien               | 56,24 (11) 56,32 (12) | 1:52,56 + 2,10 |
| 13    | Lelde Priedulēna (21)      | Lettland               | 56,31 (13)            | 56,31          |
| 14    | Marina Gilardoni (22)      | Schweiz                | 56,34 (14)            | 56,34          |
| 15    | María Montejano (23)       | Spanien                | 56,46 (15)            | 56,46          |
| 16    | Barbara Hosch (24)         | Schweiz                | 57,35 (16)            | 57,35          |
| 17    | Delia Andreea Ivas (25)    | Rumänien               | 57,52 (17)            | 57,52          |
| 18    | Sara Lavrencic (26)        | Slowenien              | 57,68 (18)            | 57,68          |

Datum: 18. Januar 2013

## Männer
| Platz | Sportler                    | Land                   | Laufzeiten            | Zeit           |
| ----- | --------------------------- | ---------------------- | --------------------- | -------------- |
| 1     | Martins Dukurs (1)          | Lettland               | 52,68 (1) 52,45 (1)   | 1:45,13        |
| 2     | Alexander Tretjakow (2)     | Russland               | 53,06 (2) 52,82 (2)   | 1:45,88 + 0,75 |
| 3     | Tomass Dukurs (3)           | Lettland               | 53,46 (4) 53,02 (3)   | 1:46,48 + 1,35 |
| 4     | Sergei Tschudinow (4)       | Russland               | 53,44 (3) 53,52 (4)   | 1:46,96 + 1,83 |
| 5     | Frank Rommel (5)            | Deutschland            | 53,57 (5) 53,53 (5)   | 1:47,10 + 1,97 |
| 6     | Christopher Grotheer (7)    | Deutschland            | 53,78 (6) 53,63 (6)   | 1:47,41 + 2,28 |
| 7     | Alexander Kröckel (9)       | Deutschland            | 53,89 (7) 53,68 (7)   | 1:47,57 + 2,44 |
| 8     | Kristan Bromley (10)        | Vereinigtes Königreich | 53,93 (8) 53,70 (8)   | 1:47,63 + 2,50 |
| 9     | Dominic Edward Parsons (11) | Vereinigtes Königreich | 53,93 (8) 53,72 (9)   | 1:47,65 + 2,52 |
| 10    | Lukas Kummer (13)           | Schweiz                | 53,97 (10) 53,84 (11) | 1:47,81 + 2,68 |
| 11    | Ed Smith (14)               | Vereinigtes Königreich | 54,08 (11) 53,75 (10) | 1:47,83 + 2,70 |
| 12    | Matthias Guggenberger (18)  | Österreich             | 54,14 (12) 54,00 (12) | 1:48,14 + 3,01 |
| 13    | Raphael Maier (20)          | Österreich             | 54,32 (13) 54,08 (13) | 1:48,40 + 3,27 |
| 14    | Ander Mirambell (21)        | Spanien                | 54,36 (14)            | 54,36          |
| 15    | Giovanni Mulassano (22)     | Italien                | 54,49 (15)            | 54,49          |
| 16    | Michael Höfer (23)          | Schweiz                | 54,52 (16)            | 54,52          |
| 17    | Anže Šetina (24)            | Slowenien              | 54,55 (17)            | 54,55          |
| 18    | Dorin Dumitru Velicu (25)   | Rumänien               | 54,66 (18)            | 54,66          |
| 19    | Gert Koetje (26)            | Niederlande            | 56,30 (19)            | 56,30          |

Datum: 19. Januar 2013

## Medaillenspiegel
| Platz | Nation     | Gold | Silber | Bronze |
| ----- | ---------- | ---- | ------ | ------ |
| 1     | Russland   | 1    | 2      | 0      |
| 2     | Lettland   | 1    | 0      | 1      |
| 3     | Österreich | 0    | 0      | 1      |